# Irene Tarimo
Irene Aurelia Tarimo (nacida el 1 de octubre de 1964) es una científica ambiental, bióloga, profesora y educadora tanzana. 
Actualmente se desempeña como Jefa del Departamento de estudios ambientales en la Universidad Abierta de Tanzania (OUT), donde también es profesora e investigadora. Anteriormente se desempeñó como directora de OUT en la región de Lindi desde 2007 hasta 2015.

## Biografía
En 1983, obtuvo un diploma en biología, química y educación de Dar es Salaam Teachers College, ahora Dar es Salaam University College of Education. En 2003, obtuvo una Licenciatura en Ciencias en Educación (con honores) de la Universidad Abierta de Tanzania, luego, en 2007, una Maestría en Ciencias en Ciencias Ambientales (tesis) de la Universidad de Dar es Salaam y un Doctor en Ciencias en Control de la Contaminación Ambiental y Ecología. modelado del sándwich de la Universidad Abierta de Tanzania con la Universidad de Copenhague]]. En 2011, fue profesora visitante en la Universidad de Montana. En 2019, recibió un certificado del Centro de Relaciones Exteriores.